# Planaltina do Paraná
Planaltina do Paraná is een gemeente in de Braziliaanse deelstaat Paraná. De gemeente telt 3.864 inwoners (schatting 2009).